# Amboise

Amboise este o comună în departamentul Indre-et-Loire, Franța. În 1 ianuarie 2022 avea o populație de 13.132 de locuitori.